# Honda R
Honda R — рядный четырёхцилиндровый двигатель внутреннего сгорания, представленный в 2006 году на Honda Civic. Он имеет систему впрыска топлива, блок цилиндров и головку блока цилиндров из алюминиевого сплава, 16-клапанную конструкцию SOHC (4 клапана на цилиндр) и систему i-VTEC. Степень сжатия двигателя составляет 10,5:1. Двигатель Honda R оснащён дроссельной системой «привод по проводам», которая управляется компьютером для снижения потерь при откачке и создания плавной кривой крутящего момента.
В двигателе применяется множество передовых технологий для повышения топливной экономичности и снижения трения. Поршневые кольца имеют ионное покрытие, а масса снижена за счёт пластиковых и алюминиевых деталей и впускных коллекторов переменной длины, которые поддерживают поток воздуха в широком диапазоне оборотов. Двигатель также оснащён форсунками охлаждения поршней, ранее применявшимися только в высокопроизводительных двигателях, а в девятом поколении 1.8L Civic (2012—2015) поршни обработаны дисульфидом молибдена, нанесённым в горошек. Версия с АКПП имеет рейтинг Калифорнийского совета по воздушным ресурсам (CARB) ULEV-2 (Ultra Low Emissions Vehicle) с экономией топлива 9,4 л/100 км в городе и 6,5 л/100 км на шоссе. Блок управления двигателем управляется без распределителя зажигания, как и в случае с двигателями Honda K.

## R16

### R16A
- Применяется в[1]:
  - 2006 Honda Civic (Сингапур, Египет, Турция — FA1/FD
  - 2012 Honda Civic (Сингапур, Египет, Турция — FB)
    - Объём: 1,6 л (1595 см3)
    - Клапанный механизм: SOHC + iVTEC
    - Степень сжатия: 10,5:1
    - Диаметр цилиндра × ход поршня: 81 мм × 77,4 мм
    - Мощность: 92 кВт (123 л. с.) при 6500 об/мин
    - Крутящий момент: 151 Н⋅м при 4300 об/мин
    - Коробка передач: 5-ступенчатая
    - Красная зона: 6800 об/мин

### R16B
- Применяется в[2]:
  - 2016 Honda Civic (Маврикий, Сингапур, Египет, Турция, Кипр, ЮАР, Украина и Бруней — FC)
    - Объём: 1,6 л (1597 см3)
    - Клапанный механизм: SOHC + iVTEC
    - Степень сжатия: 10,7:1
    - Диаметр цилиндра × ход поршня: 81 мм × 77,5 мм
    - Мощность: 92 кВт (123 л. с.) при 6500 об/мин
    - Крутящий момент: 153 Н⋅м при 4300 об/мин
    - Коробка передач: CVT-7
    - Красная зона: 6700 об/мин

## R18

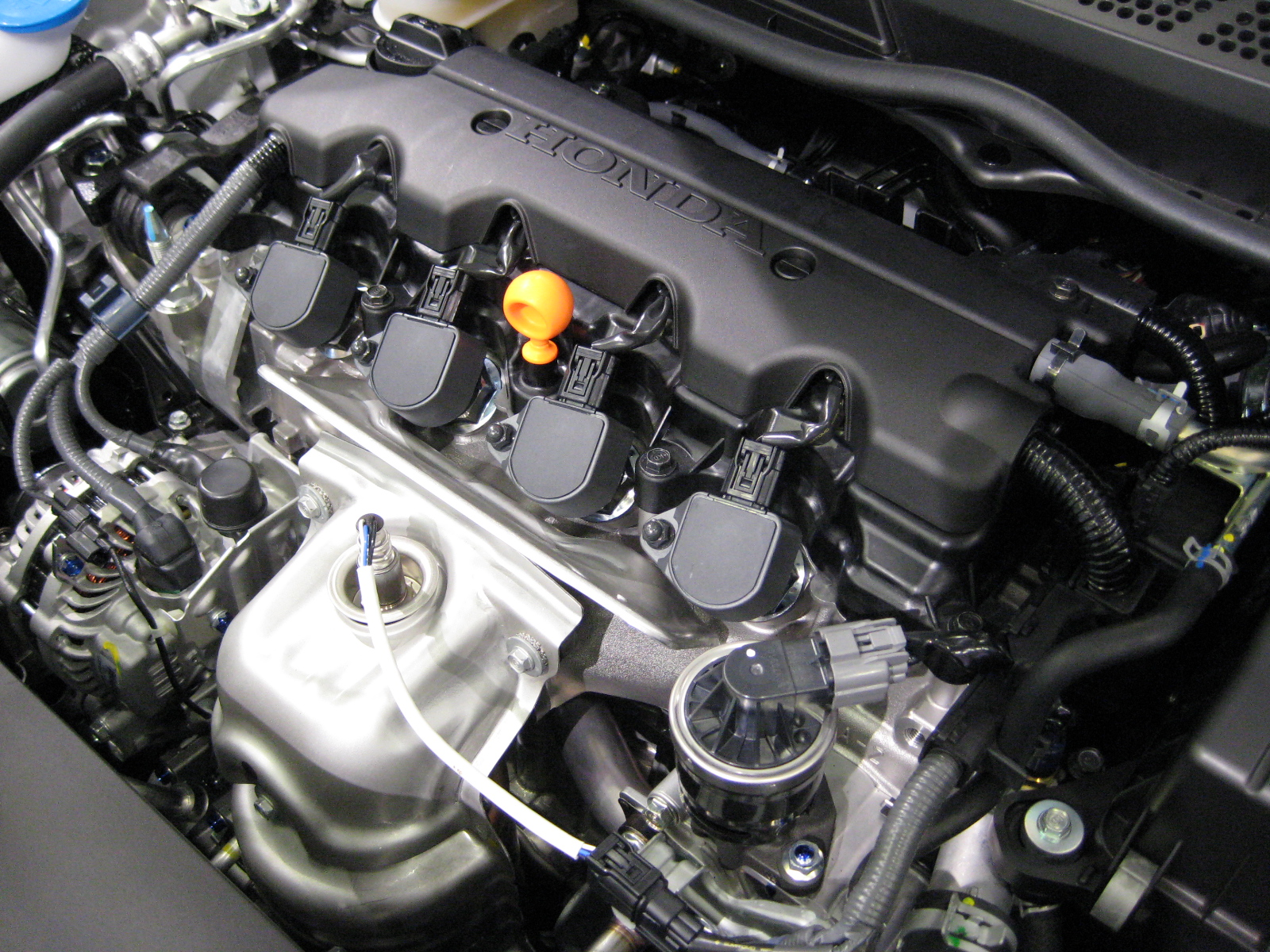
R18A

### R18A1
- Применяется в[3][4][5]:
  - 2006—2011 Honda Civic (Южная Африка/Таиланд/Малайзия/Индонезия/Филиппины/Тайвань/Япония/Индия — FD1, Бразилия, Америка/Канада — FA1 и FG1)
  - 2007—2009 Honda FR-V (Европа — BE1)
  - 2008—2015 Honda City
  - 2007—2014 Honda Stream
    - Объём: 1,8 л (1799 см3)
    - Клапанный механизм: SOHC + iVTEC
    - Степень сжатия: 10,5:1
    - Диаметр цилиндра × ход поршня: 81 мм × 87,3 мм
    - Мощность: 104 кВт (139 л. с.) при 6300 об/мин (японская спецификация)
    - Крутящий момент: 174 Н⋅м при 4300 об/мин
    - Отсечка подачи топлива: 6900 об/мин
    - Красная зона: 6800 об/мин

### R18A2
- Применяется в:
  - 2006—2011 Honda Civic (Европа — FN1 и FK2)
    - Объём: 1,8 л (1799 см3)
    - Степень сжатия: 10,5:1
    - Диаметр цилиндра × ход поршня: 81 мм × 87,3 мм
    - Мощность: 103 кВт (138 л. с.) при 6300 об/мин
    - Крутящий момент: 174 Н⋅м при 4300 об/мин
    - Красная зона: 6800 об/мин
    - Отсечка подачи топлива: 7150 об/мин

### R18A6
- Применяется в:
  - 2006—2011 Honda Civic (Бразилия)
  - Тип топлива: Flex-Fuel (бензин или этанол)
  - Мощность: 140 л. с.
  - Клапанный механизм: SOHC + i-VTEC (версия ECO)
  - Красная зона: 6800 об/мин

### R18Z1
- Применяется в[6]:
  - 2012—2015 Honda Civic (FB2, FG3)
  - 2016—2020 Honda Civic (FC6, FK5)
    - Объём: 1,8 л (1799 см3)

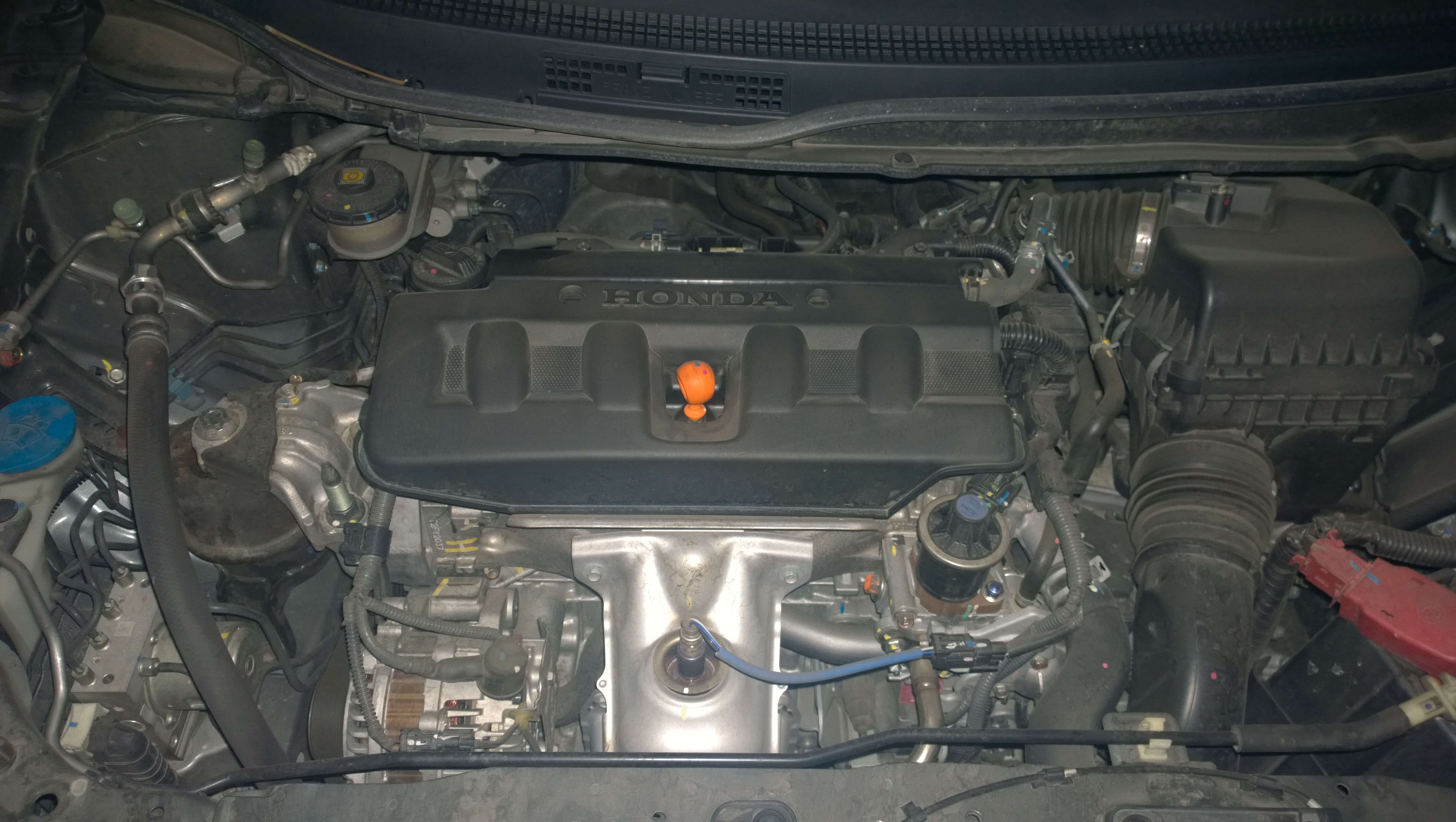
R18Z1 на Honda Civic FB2

    - Клапанный механизм: SOHC + i-VTEC
    - Степень сжатия: 10,6:1
    - Диаметр цилиндра × ход поршня: 81 мм × 87,3 мм
    - Мощность: 107 кВт (143 л. с.) при 6500 об/мин
    - Крутящий момент: 175 Н⋅м при 4300 об/мин
    - Красная зона: 6800 об/мин
    - Отсечка подачи топлива: 7100 об/мин

### R18Z4
- Применяется в:
  - Honda Civic (Европа — FK2)
    - Объём: 1,8 л (1798 см3)
    - Степень сжатия: 10,6:1
    - Диаметр цилиндра × ход поршня: 81 мм × 87,3 мм
    - Мощность: 107 кВт (143 л. с.) при 6500 об/мин
    - Крутящий момент: 175 Н⋅м при 4300 об/мин
    - Красная зона: 6800 об/мин
    - Отсечка подачи топлива: 7100 об/мин

Двигатель имеет балансирный вал.

### R18Z6
- Применяется в:
  - 2013—2017 Honda Jade
    - Объём: 1,8 л (1799 см3)
    - Клапанный механизм: SOHC + i-VTEC
    - Степень сжатия: 10,6:1
    - Диаметр цилиндра × ход поршня: 81 мм × 87,3 мм
    - Мощность: 104 кВт (139 л. с.) при 6500 об/мин
    - Крутящий момент: 174 Н⋅м при 4300 об/мин

### R18Z9
- Применяется в:
  - 2016 — Honda HR-V
    - Объём: 1,8 л (1799 см3)
    - Степень сжатия: 10,6:1

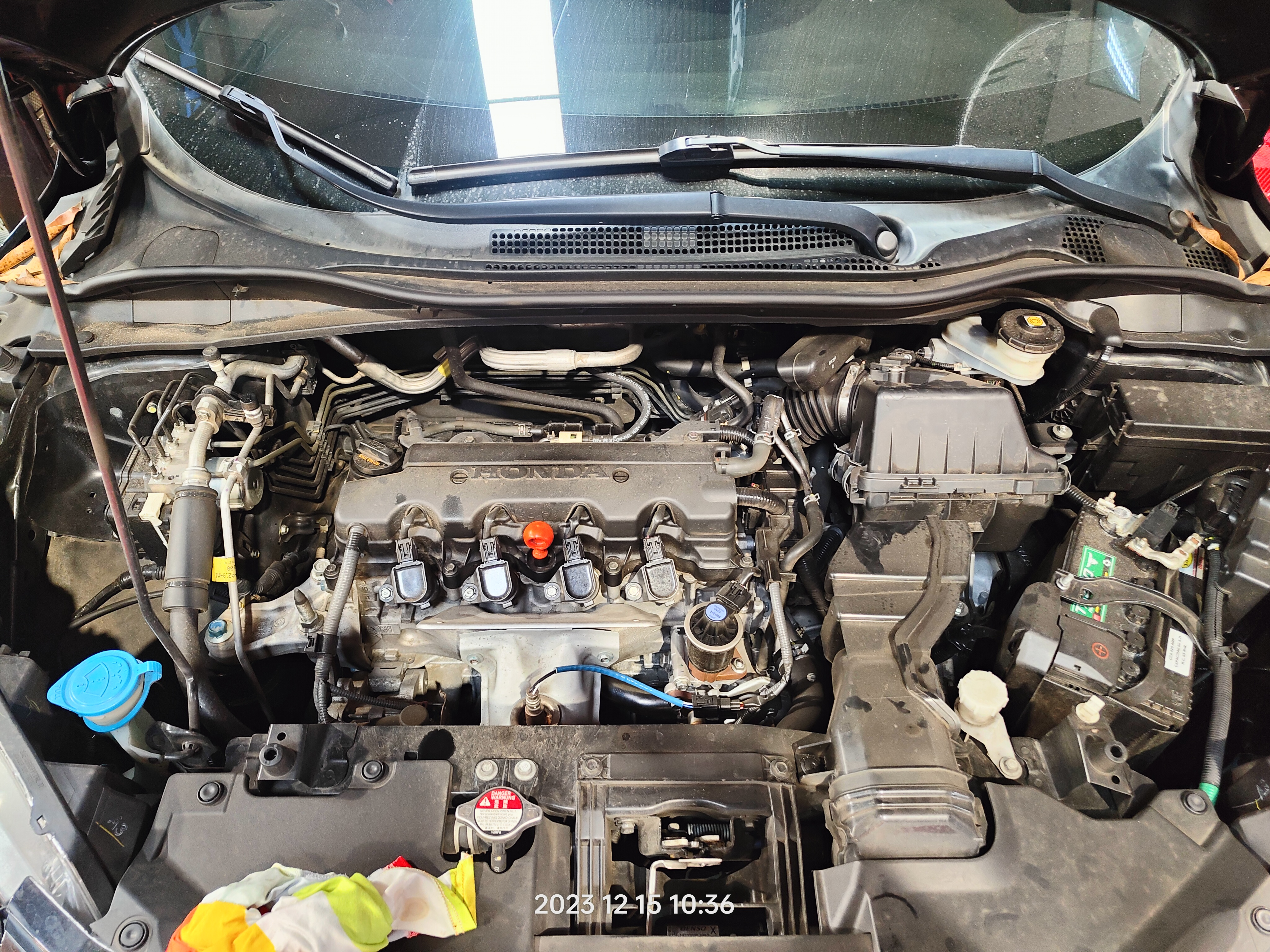
R18Z9 на Honda HR-V

    - Диаметр цилиндра × ход поршня: 81 мм × 87,3 мм
    - Мощность: 105 кВт (141 л. с.) при 6500 об/мин
    - Крутящий момент: 174 Н⋅м при 4300 об/мин

### R18ZF
- Применяется в:
  - 2014 — Honda HR-V (Таиланд и Индонезия)
    - Объём: 1,8 л (1799 см3)
    - Степень сжатия: 10,6:1
    - Диаметр цилиндра × ход поршня: 81 мм × 87,3 мм
    - Мощность: 105 кВт (141 л. с.) при 6500 об/мин
    - Крутящий момент: 172 Н⋅м при 4300 об/мин

## R20

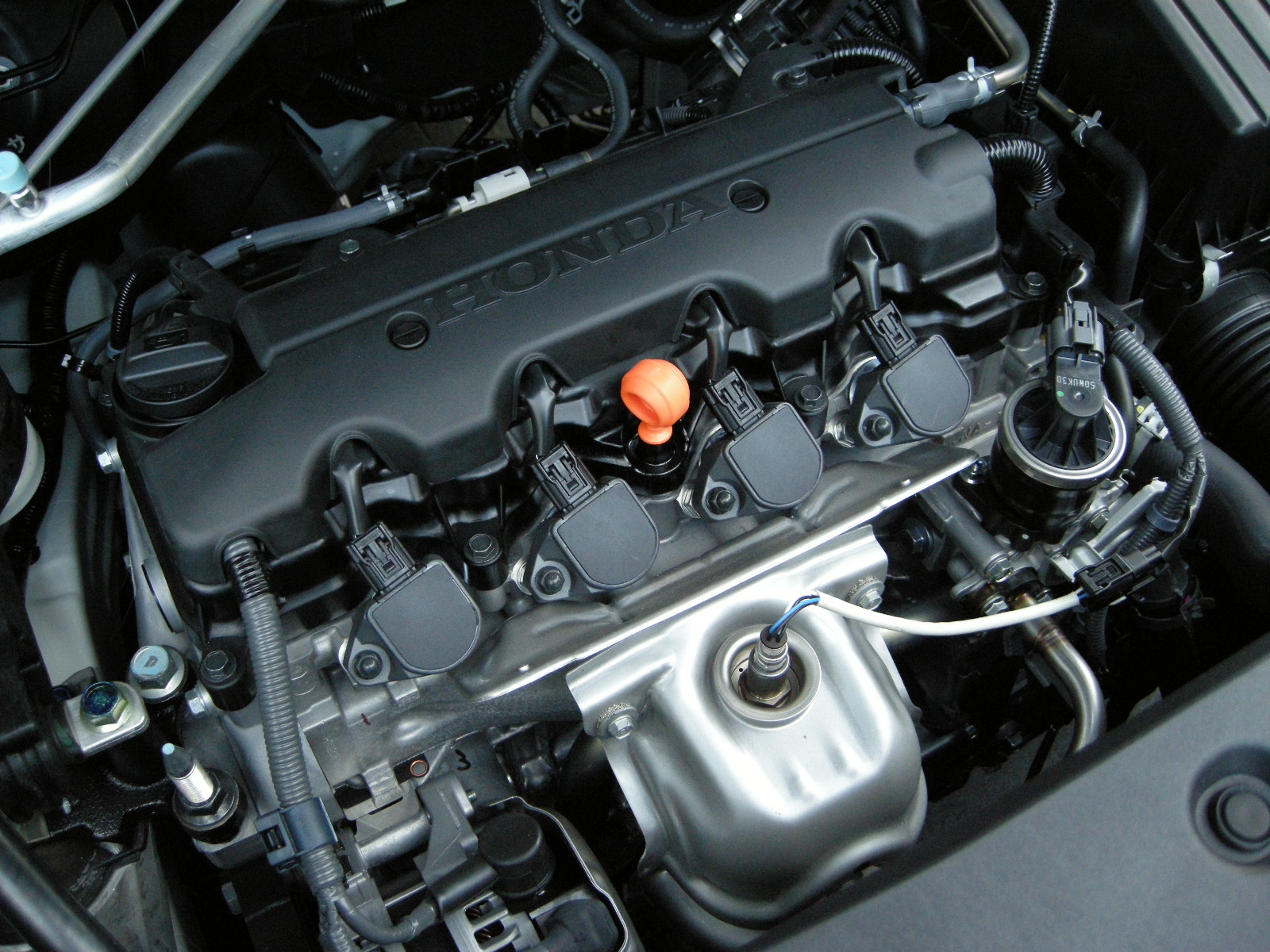
R20A

### R20A1
- Применяется в[7]:
  - 2007—2011 Honda CR-V (RE1, RE2)
  - 2008 — Honda Stream (RSZ)
  - 2013—2015 Acura ILX (DE1)
    - Объём: 2,0 л (1997 см3)
    - Степень сжатия: 10,5:1
    - Диаметр цилиндра × ход поршня: 81 мм × 96,9 мм
    - Мощность: 112 кВт (150 л. с.) при 6200 об/мин
    - Крутящий момент: 190 Н⋅м при 4200 об/мин
    - Красная зона: 6800 об/мин
    - Отсечка подачи топлива: 7100 об/мин

### R20A2
- Применяется в:
  - 2007—2011 Honda CR-V (RE5)
    - Объём: 2,0 л (1997 см3)
    - Степень сжатия: 10,5:1
    - Диаметр цилиндра × ход поршня: 81 мм × 96,9 мм
    - Мощность: 112 кВт (150 л. с.) при 6200 об/мин
    - Крутящий момент: 190 Н⋅м при 4200 об/мин

### R20A3
- Применяется в:
  - 2008—2012 Honda Accord (CP1) (156 л. с.)
  - 2008—2015 Honda Accord (CU1/CN1/CW1) (156 л. с.)
  - 2013—2020 Proton Perdana (CP3) (156 л. с.)
    - Объём: 2,0 л (1997 см3)
    - Степень сжатия: 10,5:1
    - Диаметр цилиндра × ход поршня: 81 мм × 96,9 мм
    - Мощность: 115 кВт (155 л. с.) при 6300 об/мин
    - Крутящий момент: 188 Н⋅м при 4300 об/мин

### R20A5
- Применяется в:
  - 2012—2015 Honda Civic (Юго-Восточная Азия — FB3)
    - Объём: 2,0 л (1997 см3)
    - Степень сжатия: 10,6:1
    - Диаметр цилиндра × ход поршня: 81 мм × 96,9 мм
    - Мощность: 115 кВт (155 л. с.) при 6500 об/мин
    - Крутящий момент: 190 Н⋅м при 4300 об/мин

### R20A6
- Применяется в:
  - 2012—2016 Honda CR-V (RM1, RM2)
    - Объём: 2,0 л (1997 см3)
    - Степень сжатия: 10,6:1
    - Диаметр цилиндра × ход поршня: 81 мм × 96,9 мм
    - Мощность: 115 кВт (155 л. с.) при 6500 об/мин
    - Крутящий момент: 190 Н⋅м при 4300 об/мин

### R20A9
- Применяется в:
  - 2012—2016 Honda CR-V (RE5)
    - Объём: 2,0 л (1997 см3)
    - Степень сжатия: 10,6:1
    - Диаметр цилиндра × ход поршня: 81 мм × 96,9 мм
    - Мощность: 115 кВт (155 л. с.) при 6500 об/мин
    - Крутящий момент: 190 Н⋅м при 4300 об/мин

### R20Z1
- Применяется в[8]:
  - 2012—2015 Honda Civic (FB3)
    - Объём: 2,0 л (1997 см3)
    - Клапанный механизм: SOHC + i-VTEC
    - Степень сжатия: 10,6:1
    - Диаметр цилиндра × ход поршня: 81 мм × 96,9 мм
    - Мощность: 114 кВт (153 л. с.) при 6500 об/мин
    - Крутящий момент: 190 Н⋅м при 4300 об/мин

### R20Z2/R20Z3
- Применяется в:
  - 2013—2017 Honda Accord (CR1)
    - Объём: 2,0 л (1997 см3)
    - Степень сжатия: 10,6:1
    - Диаметр цилиндра × ход поршня: 81 мм × 96,9 мм
    - Мощность: 114 кВт (153 л. с.) при 6500 об/мин
    - Крутящий момент: 190 Н⋅м

## LF (гибридный двигатель на базе R20)

### LFA1 (i-VTEC + Sport Hybrid i-MMD)
- Клапанный механизм: DOHC
- Клапанов: 16
  - Объём: 2,0 л (1993 см3)
  - Диаметр цилиндра x ход поршня: 81 мм × 96,7 мм
  - Мощность ДВС: 107 кВт (143 л. с.) при 6200 об/мин
  - Крутящий момент ДВС: 175 Н·м при 3500 об/мин
  - Мощность электродвигателя: 135 кВт (181 л. с.) при 5000—6000 об/мин
  - Крутящий момент электродвигателя: 315 Н⋅м при 0—2000 об/мин
  - Суммарная мощность: 158 кВт (212 л. с.) при 6200 об/мин
- Honda Odyssey Hybrid/e:HEV (Япония, RC4)[9]
- Honda Stepwgn Hybrid/e:HEV (Япония, RP5)[10]
- Honda Accord Hybrid (Северная Америка) (2014—2022)[11]
- Honda CR-V Hybrid (Северная Америка) (2020—2022)

### LFB1 (i-VTEC + Sport Hybrid i-MMD)
- Клапанный механизм: DOHC
- Клапанов: 16
  - Объём: 2,0 л (1993 см3)
  - Диаметр цилиндра x ход поршня: 81 мм × 96,7 мм
  - Мощность ДВС: 107 кВт (143 л. с.) при 6200 об/мин
  - Крутящий момент ДВС: 175 Н⋅м при 3500 об/мин
  - Мощность электродвигателя: 135 кВт (181 л. с.) при 5000—6000 об/мин
  - Крутящий момент электродвигателя: 315 Н⋅м при 0—2000 об/мин
  - Суммарная мощность: 158 кВт (212 л. с.) при 6200 об/мин
- Honda Accord Hybrid (Таиланд, CV3)
- Honda Odyssey e:HEV Absolute (международные рынки, RC4)

### LFB-13 (i-VTEC + Sport Hybrid i-MMD, e:PHEV)
- Клапанный механизм: DOHC
- Клапанов: 16
  - Объём: 2,0 л (1993 см3)
  - Диаметр цилиндра x ход поршня: 81 мм × 96,7 мм
  - Мощность ДВС: 107 кВт (143 л. с.) при 6200 об/мин
  - Крутящий момент ДВС: 175 Н·м при 3500 об/мин
  - Мощность электродвигателя: 135 кВт (181 л. с.) при 5000—6000 об/мин
  - Крутящий момент электродвигателя: 315 Н⋅м при 0—2000 об/мин
  - Суммарная мощность: 158 кВт (212 л. с.) при 6200 об/мин
- Honda CR-V Sport Hybrid e+ (Китай)

### LFB-H4 (i-VTEC + Sport Hybrid i-MMD)
- Клапанный механизм: DOHC
- Клапанов: 16
  - Объём: 2,0 л (1993 см3)
  - Диаметр цилиндра x ход поршня: 81 мм × 96,7 мм
  - Мощность ДВС: 107 кВт (143 л. с.) при 6200 об/мин
  - Крутящий момент ДВС: 175 Н·м при 3500 об/мин
  - Мощность электродвигателя: 135 кВт (181 л. с.) при 5000—6000 об/мин
  - Крутящий момент электродвигателя: 315 Н⋅м при 0—2000 об/мин
  - Суммарная мощность: 158 кВт (212 л. с.) при 6200 об/мин
- Honda Accord Hybrid/e:HEV (Япония, CV3)[12]
- Honda CR-V Hybrid/e:HEV (Япония, RT5—RT6)[13]
- Honda Odyssey Hybrid/e:HEV (Япония, RC4)

### LFC-H4
- Клапанный механизм: DOHC
- Клапанов: 16
  - Объём: 2,0 л (1993 см3)

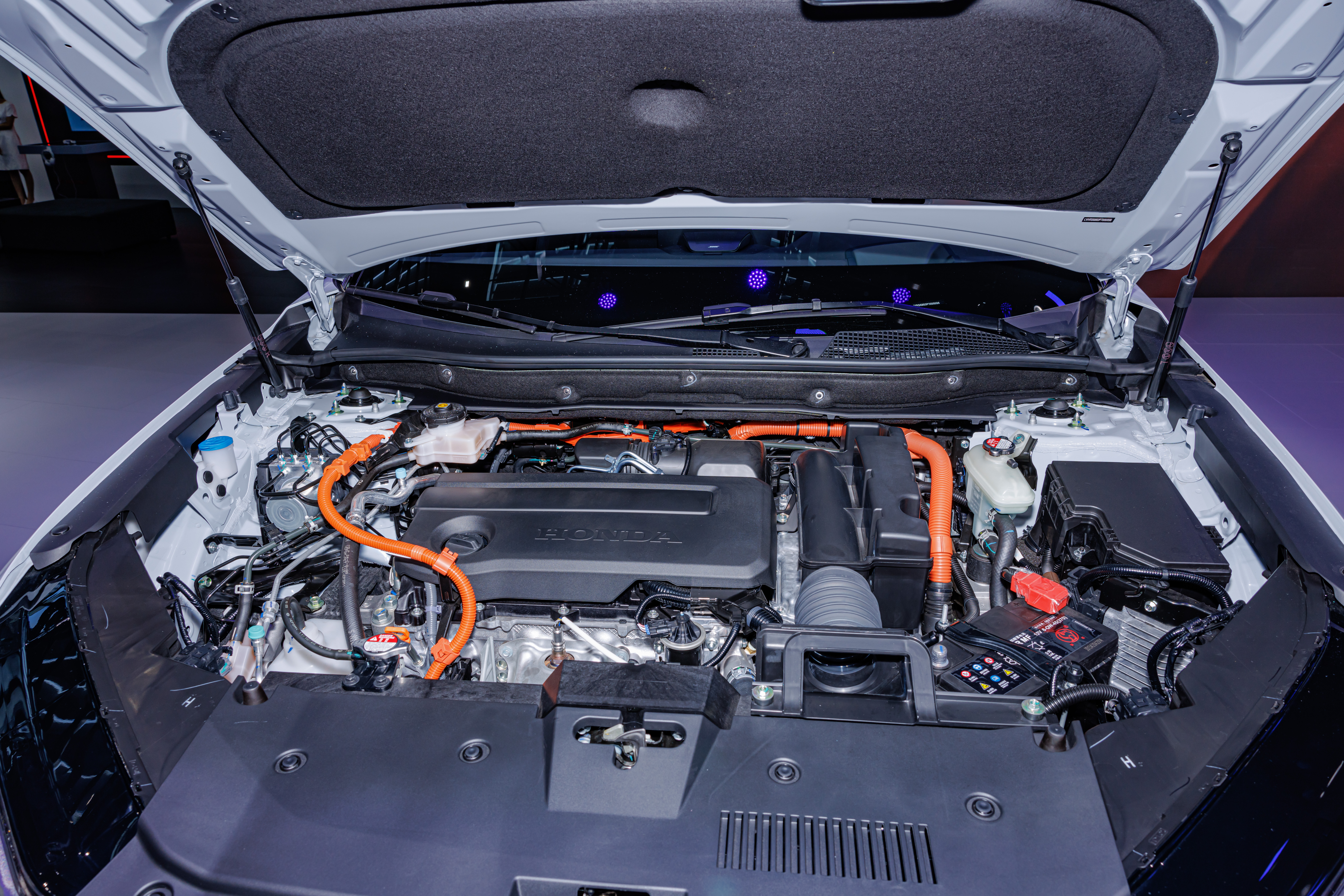
Двигатель LFC1 на Honda CR-V e:HEV (RS, Китай)

  - Диаметр цилиндра x ход поршня: 81 мм × 96,7 мм
  - Мощность ДВС: 104 кВт (139 л. с.) при 6000 об/мин
  - Крутящий момент ДВС: 182 Н·м при 4500 об/мин
  - Мощность электродвигателя: 135 кВт (181 л. с.) при 5000—6000 об/мин
  - Крутящий момент электродвигателя: 315 Н⋅м при 0—2000 об/мин
- Honda Civic e:HEV (Япония/Европа, FL4/Таиланд, FE4)
- Honda ZR-V e:HEV (Австралия, RZ4/6)
- Honda CR-V e:HEV (Европа/Китай, RS)